# Josep Maria Beà
Josep Maria Beà i Font (Barcelona, España, 11 de marzo de 1942) es un autor de cómics, ilustrador y novelista, formado en la agencia Selecciones Ilustradas y que destacó por sus historietas de terror para la editorial estadounidense Warren Publishing en los años 1970 y de ciencia ficción y fantasía de raigrambre surrealista a principios de los años 1980. Firmó también con variaciones de su nombre, como José Beá, José Mª Beá, y con seudónimos como Norton o Sánchez Zamora, mediante los cuales abordó el cómic erótico o de serie negra. Participó junto a Carlos Giménez, Enric Sió, Esteban Maroto y Jordi Bernet en la renovación del cómic español. Es, en cualquier caso, uno de los historietistas más importantes del denominado boom del cómic adulto en España. y el primer autor español en poder desarrollar y dibujar sus propios guiones en los Estados Unidos.

## Biografía

### Infancia
Hijo de un comerciante de aceites y jabones, Beá no vincula su deseo de dedicarse al dibujo a factores genéticos o vocacionales, sino puramente topográficos: A treinta metros del portal de su casa había un quiosco, que constituyó para él una auténtica tabla de salvación de la gris realidad de posguerra, al permitirle conocer las aventuras del Capitán Marvel de C. C. Beck y El Inspector Dan de la Patrulla Volante de Eugenio Giner, los dos personajes favoritos de su niñez, aunque también era muy aficionado a Ambrós, Bermejo, Boixcar o Iranzo, así como a las historietas cómicas de las revistas Billiken, DDT, Pulgarcito, Jaimito, Pocholo y TBO.
Tanta era su afición a estos tebeos que a los ocho años, llegó a sufrir una intoxicación aguda por lamer la tinta de sus portadas, lo cual exigió su ingreso durante una semana en el Hospital Clínico de Barcelona. Su contacto con la medicina no terminó ahí, ya que un tío suyo lo llevaba de visita a hospitales y le dejaba libros de anatomía, como los de Andrés Vesalio. También era muy aficionado a la ciencia ficción, tanto cinematográfica (Frankenstein, The Thing From Another World, The Day the Earth Stood Still, The War of the Worlds y The Quatermass Experiment) como literaria (Jules Verne y H. G. Wells).
Dentro de una educación más formal, estudió bachillerato con los Hermanos Maristas y dibujo y modelado en la Escuela de Artes y Oficios Artísticos de Barcelona, aunque al mismo tiempo comenzó a realizar por las tardes sus primeros cómics de forma amateur:

### Primeros trabajos (1957-1969)
A través de su padre, a los 13 años de edad empezó a acudir los jueves por la tarde (día de fiesta en su colegio) a la agencia Selecciones Ilustradas dirigida por Josep Toutain, donde tras pasar una de las novatadas que tan frecuentes eran en aquel estudio (se le hizo creer que tendría que dejar que un boxeador le diera una paliza), Rafael López Espi y Tunet Vila lo tutelaron. Al año siguiente, tras dejar el colegio entró a formar parte de la primera plantilla de dibujantes de Selecciones Ilustradas. Durante varios meses se le encargó copiar y copiar dibujos de autores como Dan Barry, Stan Drake, Harold Foster, Alex Raymond o Frank Robbins para madurar su estilo, hasta que empezó a foguearse en trabajos dirigidos al poco exigente mercado francés de aquel entonces, y al diario Solidaridad Nacional (1958-59), como una Vida de Carlos Gardel. Siguieron innumerables historietas románticas para la Fleetway británica que alternaba con ilustraciones de falsas curiosidades científicas hasta que consiguió permiso de Toutain para crear una serie de ciencia ficción con guiones de Blay Navarro: Johnny Galaxia (1959-61), luego rebautizada como Space Ace, que, en palabras del propio autor, constituía «un trasunto de Flash Gordon de Barry», aunque se vendió a muchos países.
De los 17 a los 20 años, también tocó la guitarra en Los Dálmatas, cuyo cantante era Pepe González, haciendo giras por la Costa Brava, e hizo sus pinitos en una pequeña agencia de animación para publicidad, aunque seguía dependiendo económicamente de su trabajo como historietista e ilustrador. Siempre inquieto, conoció a Norman McLaren en la Semana del Cine en Color.
Lo cierto es que el estilo comercial que se le imponía no le satisfacía, y tras realizar la servicio militar llegó a montar una empresa de maquinaria excavadora. Poco a poco fue entrando en contacto con un grupo de pintores de la ciudad condal, como Francesc Artigau, marchándose en 1965 a París para ampliar sus conocimientos pictóricos en la Académie Julian y la École Supérieure des Beaux-Arts, porque, según sus propias palabras, «cada dibujante de cómics cree albergar en su interior un Goya en estado letárgico». Allí descubrió la obra de Francis Bacon y sobre todo Max Ernst, cuya técnica de incorporar grabados decimonónicos a sus dibujos tomó para sus cómics posteriores. También participó en la primera edición Festival de Cine de Sitges (1967).

### La aventura americana (1969-76)
3 años después volvió a instalarse en Barcelona, dedicándose al negocio familiar de juguetes de importación, y luego volvió a realizar historietas románticas para la IPC británica e ilustraciones para libros de Enyd Blyton. Afortunadamente, la revista de ciencia ficción Nueva Dimensión, primero, y Drácula, luego, le ofrecieron total libertad creativa, además de permitirle entablar contacto con otros autores como Enric Sió y Esteban Maroto. Empezó así a experimentar con el collage, el estucado, el frottage, o el spray sobre plantilla, dejándose influir por ilustradores estadounidenses como Mark English, Richard Sparks o Leo and Diane Dillon, entre otros. En este estado de auténtica euforia creativa, entregaba historietas abstractas como Emotivaciones 68 y el que considera su primer cómic de autor: Sir Leo. Inició también Seres, dioses y espacios, un bestiario de Lovecraft a partir de textos de Josep Lórman para la New English Library, que sólo vio la luz fragmentariamente al no encontrar editor.
Continuó amoldándose al género de terror en los cinco años que trabajó de forma ininterrumpida para la editorial estadounidense Warren Publishing, desde The silver thief and the pharoah’s daugter, con guion de Dean Latimer, para Vampirella nº 13 (1971). Coincidió en ella con algunos de sus ídolos, como Alex Toth e introdujo referencias pictóricas en su obra. A partir de The Picture of Death, todo un homenaje al Bosco, en el número 45 de Creepy (1972), se convirtió en el primer español en poder desarrollar sus propios guiones. Un año después, recibió incluso el premio Warren al mejor guion del año por The Accursed Flowers, que se basaba en una leyenda tradicional del municipio tarraconense de Altafulla, por todo ello obtuvo el reconocimiento internacional. En 1976 iniciará su propia serie Tales Of Peter Hypnos para Eerie. «El editor norteamericano James Warren primero me frustró y luego me premió» afirmaba en 1979 el autor catalán, siendo esta etapa la que mayores satisfacciones habría de proporcionarle a nivel profesional.

### El boom del cómic adulto en España (1975-86)
Ya en plena efervescencia artística y editorial en España (lo que se llamó el "boom" del cómic del que Beà fue protagonista destacado), fundó un estudio con Manel Ferrer y con el seudónimo de Norton realizó historietas erótico-cómicas cortas entre 1975 y 1977 para las revistas El Papus y Eh!, Mata Ratos y Muchas Gracias de Editorial Garbo a un ritmo de una 10 páginas semanales. Por un par de estas, fue condenado en 1980 a seis años de inhabilitación por un delito de escándalo público, viéndose en la necesidad de falsear las fechas de sus trabajos para poder seguir publicando hasta que le llegó el indulto en 1983. Por si fuera poco, la Editorial Garbo abandonó el medio en 1978, lo que obligó a los dos dibujantes a buscar un nuevo trabajo para una empresa de souvenirs.
En 1979 se le requirió para trabajar en El Víbora, que abandonó en el segundo número debido a diferencias generacionales, y en Comix Internacional y 1984 por el propio Josep Toutain que ahora buscaba lo que llamaba «el punto Beà», ese toque de excentricidad que antes los alejaba. En esta revista publicó Historias de taberna galáctica, una serie limitada de ciencia ficción que le encumbró definitivamente y con la cual ganó el Premio a la Mejor Obra que el Club Amigos de la Historieta le entregó en la primera edición del Salón del Cómic de Barcelona. También publicó En un lugar de la mente (1981-82).
En 1982 fundó con Luis García, Alfonso Font, Carlos Giménez y Adolfo Usero, la revista Rambla, de la que fue codirector, constituyendo en 1983 la empresa García/Beà Editores. En Rambla serializó La esfera cúbica y, ya en 1983, la fantástica La Muralla y la autobiográfica Siete vidas, además de otras obras bajo heterónimos como Las Percas, Sánchez Zamora (El estado de Joey, 1984), Pere Calsina, Sito o J. M. (Gustoso Accedo Jr.) , todos con un estilo diferente, para cubrir las ausencias que se iban produciendo. Además de ello, realizó el guion de Androstar para Marco y secciones como Laboratorio, donde presentaba inventos desfasados. En palabras del autor: «Ha sido el tramo de mi vida en el que más he trabajado y menos dinero he ganado». En esta época, también se matriculó en la Facultad de Psicología de la Universidad de Barcelona, abandonando en el segundo año.
Harto de Rambla, constituyó en 1985 el sello Intermagen, que editó La Técnica del Cómic, un manual publicado en forma de coleccionable para quioscos, obra suya y de Pascual Ferry; varios álbumes recopilatorios de su obra anterior, y las revistas para adultos Caníbal y Gatopato, y para niños Chucho Larguirucho y Monstruos & Co./Bichos (1986), donde colaboran Curro Astorza, Francisco Bellido, Jesús de Cos, Alberto Calvo, Clos, Jaime Martín o Miguel, entre otros.

### Nuevos intereses (1987-presente)
A finales de los años 1980, Beà se trasladó a un apartamento en Castelldefels, siempre con su mujer y sus gatos, realizando ya sólo algunas historietas breves para Zona 84 en 1987, Makoki en 1989, y desde ese año hasta 1992, otras puramente alimenticias, para varias revistas de Editorial Iru (El Cuervo, La judía verde, El Pachá), usando en las dos últimas ocasiones los seudónimos ya conocidos de Sánchez Zamora y Valls, respectivamente. Las razones de su definitivo abandono del cómic no están del todo claras, ya que el mismo autor ha mencionado varias, desde la imposibilidad de poderse ganarse bien la vida con él, dada la crisis del mercado, hasta la carencia de motivación para afrontar un trabajo tan duro, ya sea por haber tocado el techo de sus posibilidades, lo que conduciría a una inevitable decadencia, ya sea por haber desarrollado interés hacia otras disciplinas como «la literatura, el diseño digital, la música, la escultura con acetileno».
Así, aconsejado por Andreu Martín inició una serie de novelas juveniles de tema fantástico compuesta por Andar entre las estrellas (1994), Si pudiera recordar (1995), Más allá de la luz (1996) y Fugitivos de la razón (1997), todas editadas por 
Anaya, y finalmente Un lugar en mis sueños (1998), que lo fue por SM.
En 1989 realizó la serie de televisión Doctor Vapor, Maestro Inventor, compuesta por 26 capítulos de 3 minutos de duración. Se trataba de «una especie de Inventos del TBO en la que ideaba artilugios extraños» y fue emitida exclusivamente en el programa Plàstic de la TV3. Otros proyectos, como la adaptación de sus Historias de taberna galáctica no llegaron a buen puerto.
Ha creado también la empresa Digital Art con su antiguo discípulo Jaime Martín, dedicada a la ilustración hipermedia, la realización de publicidad y de guiones gráficos, como el de la película La ciudad de los prodigios (1999).
En los albores del nuevo siglo, se asiste también a una recuperación de su obra historietística, con la reedición de algunas de sus obras más conocidas por parte de Ediciones Glénat, comenzando por En un lugar de la mente en 2001 e Historias de taberna galáctica en 2002, y con la concesión del Gran Premio del Salón del Cómic de Barcelona en la edición de 2003, un galardón que le premiaba por toda su carrera. En estos años se ha mostrado, sin embargo, más interesado por la música electrónica y de ahí que la reedición de 2008 de su obra La esfera cúbica haya incorporado música compuesta ex-profeso por el autor y Sergi Puertas. Puertas es también el responsable de una antología titulada Poesía para bacterias (Cuerdos de atar, 2008), en la que se presenta algún que otro ejemplo de la poco conocida obra poética de Beà. Finalmente, nuestro autor ha abordado la realización de lo que denomina «artefactos electroacústicos de absoluta inutilidad».
Aparece como actor en la película Difuminado (2014) del cineasta Pere Koniec.

## Premios
- 2016. Premio de la AACE (Asociación de Autores de Cómic de España) en reconocimiento a toda una carrera profesional en el cómic.
- 2016. Premio honorífico Cryptshow Festival de Cine Fantástico y de Terror, en reconocimiento a su carrera profesional.
- 2017. Gran Premio Salón del Cómic de Getxo, en reconocimiento a su carrera profesional.

## Legado e influencia
Habitualmente se le adscribe a una innovadora tendencia surrealista dentro del denominado boom del cómic adulto en España, la cual se manifiesta en «un sentido del humor muy inteligente y sarcástico» y en «la exploración del inconsciente, quizás el tema central de su propia poética». Interesado en la psicología, ponía en práctica desde la hipnosis al entrenamiento autógeno desarrollado por el neurólogo berlinés Johannes Heinrich Schultz, para lograr una mayor riqueza de imágenes.
Y es que Beà siempre se ha mostrado como un incansable experimentador, cambiando frecuentemente de estilo e interesado por «la búsqueda, no el resultado de la misma». En obras como Peter Hipnos o Historias de taberna galáctica, no era totalmente consciente de cómo concluirían sus experimentos gráficos, descubriéndolo al terminarlas.
Otorgando al guion una función superior a la del dibujo, el propio autor se ha definido a sí mismo como «correcto narrador de historias», de tal modo que perdería interés si hubiese de plasmar guiones ajenos.
Will Eisner afirmó que "Josep Maria Beà es uno de esos grandes autores que por sus peculiaridades estilísticas y narrativas destacan netamente del resto. Leer sus obras, una, dos y tres veces garantiza el descubrimiento de nuevos rincones del maravilloso mundo de los sueños y la fantasía".

## Obras
Cómic
| Años      | Título                                             | Publicación                   | Otros datos                     |
| --------- | -------------------------------------------------- | ----------------------------- | ------------------------------- |
| 1958      | Relatos Biográficos                                | S.I. para Noticiero Universal |                                 |
| 1959      | William Tell                                       | Selecciones Ilustradas        |                                 |
| 1959      | Space Ace                                          | Selecciones Ilustradas        |                                 |
| 1960      | Johnny Galaxia                                     | Selecciones Ilustradas        |                                 |
| 1965      | Sir Leo                                            | revista de "Drácula". Burulan | Algunas con guion de Luis Vigil |
| 1970      | L’hereu d’en Massagran                             | Guiones de Ramón Folch        | "Patufet". Baguñá H.H.          |
| 1971-1976 | Historias de terror para Creepy, Eerie, Vampirella | Warren Publishing Co.         |                                 |
| 1972      | Seres, dioses y espacios                           | New English Library           | Guiones de Josep Lórman         |
| 1976      | Cuentos de Peter Hypnos                            | Warren Publishing Co.         |                                 |
| 1979      | Cartas del manicomio                               | Ediciones La Cúpula           |                                 |
| 1981      | Historias de Taberna Galáctica                     | Toutain Editor, S.A.          |                                 |
| 1982      | Once Nombres                                       | Editorial Intermágen. S.A.    |                                 |
| 1983      | En un lugar de la mente1                           | G&B S.A.                      |                                 |
| 1983      | En un lugar de la mente2                           | G&B S.A.                      |                                 |
| 1983      | Siete vidas                                        | Editorial Intermágen S.A.     |                                 |
| 1984      | El estado de Joey                                  | Editorial Intermágen. S.A.    |                                 |
| 1984      | La Esfera Cúbica                                   | G&B S.A.                      |                                 |
| 1985      | Norton                                             | Editorial Intermágen. S.A.    |                                 |
| 1985      | Mediterráneo                                       | Editorial Intermágen. S.A.    |                                 |
| 1986      | La técnica del cómic                               | Editorial Intermágen. S.A.    |                                 |
| 1987      | La Muralla                                         | Toutain Editor.S.A.           |                                 |
| 1987      | Cerca del Mar                                      | Editorial Juventud. S.A.      |                                 |
| 1987      | ABC de papel                                       | Editorial Juventud. S.A.      |                                 |
| 1988      | La tarde de excursión                              | Editorial Juventud. S.A.      |                                 |
| 2001      | En un lugar de la mente                            | Glénat                        |                                 |
| 2002      | Historias de Taberna Galáctica                     | Glénat                        |                                 |
| 2008      | La Esfera Cúbica                                   | Glénat                        |                                 |
| 2016      | Historias de Taberna Galáctica. Edición Definitiva | Trilita Ediciones             |                                 |
| 2017      | Josep Maria Beà. El hombre de los mil estilos      | Trilita Ediciones             |                                 |
| 2017      | Siete vidas                                        | Astiberri Ediciones           |                                 |
| 2018      | La Muralla                                         | Trilita Ediciones             |                                 |
| 2019      | Peter Hipnos                                       | Trilita Ediciones             |                                 |

Literaria
| Año  | Título                    | Editorial |
| ---- | ------------------------- | --------- |
| 1994 | Andar entre las estrellas | Anaya     |
| 1995 | Si pudiera recordar       | Anaya     |
| 1996 | Más allá de la luz        | Anaya     |
| 1997 | Fugitivos de la razón     | Anaya     |
| 1998 | Un lugar en mis sueños    | SM        |

Musical
| Año  | Título                                     | Editorial         | Otros datos                    |
| ---- | ------------------------------------------ | ----------------- | ------------------------------ |
| 2008 | La Esfera Cúbica (banda sonora)            | Glenat            | Colaboración con Sergi Puertas |
| 2017 | Historias Taberna Galáctica (banda sonora) | Trilita Ediciones | Colaboración con Sergi Puertas |

Audiovisual
| Año  | Título       | Productora                      | Otros datos  |
| 1989 | Doctor Vapor | Mad Televisión, El Jueves y TV3 | 23 capítulos |